# Pretzfeld
Pretzfeld è un comune tedesco di 2 470 abitanti, situato nel land della Baviera.